# 奧里恩特 (伊利諾伊州)
奧里恩特（英語：Orient）是一個位於美國伊利諾伊州富蘭克林縣的城市。

## 地理
奧里恩特的座標為37°55′08″N 88°58′34″W / 37.91889°N 88.97611°W，而該地的平均海拔高度為145米（即475英尺）。

## 人口
根據2010年美國人口普查的數據，奧里恩特的面積為1.95平方千米，當中陸地面積為1.93平方千米，而水域面積為0.02平方千米。當地共有人口358人，而人口密度為每平方千米183.59人。